# 大弛峠
大弛峠（おおだるみとうげ）は、山梨県山梨市と長野県南佐久郡川上村の境にある峠。奥秩父山塊の主脈上にあり、一帯は秩父多摩甲斐国立公園に指定されている。標高は2,360 m（2,365 mとする資料もある）。マイカーが通行できる日本最高所の車道峠である。

## 概要
乗鞍岳の乗鞍エコーラインおよび乗鞍スカイラインがマイカー規制により通行できなくなったため、ここが表富士周遊道路（富士山スカイライン）に次ぎ、一般車両で到達できる2番目の標高地点で、峠としては最高地点である。公共交通機関や自転車では乗鞍エコーラインの長野県と岐阜県の県境地点（標高2,716 m）が最高地点となるが、この地点は峠状ではあるものの峠の名を与えられておらず、「峠」の名を付すものとしては大弛峠が車道日本最高地点となる。
峠には駐車場があり、奥秩父山塊の山々への登山や、「夢の庭園」（峠より徒歩15分）の散策に利用できる。また、塩山駅から乗り合いタクシーが運行しており、グループ登山者がよく利用する。
6月のシャクナゲの季節や秋の紅葉シーズンは、特に土日祝日において駐車場が早々に満車となる。

## 林道
峠に通じる車道は、山梨県県営林道川上牧丘線および長野県川上村営林道村道秋山・川端下線。長野県側は未舗装路であり「悪路のため四駆が無難」とされている。山梨県側は舗装路であるが落石や倒木に注意が必要で、カーブが多く、行き違いが難しい場所もある。
大弛峠に通じる林道は次の期間に冬季閉鎖となる。
- 山梨県側：例年12月頭ごろから5月末ごろまで
- 長野県側：例年11月頭ごろから5月末ごろまで

また、通行可能期間中であっても、崩落や工事・大雨などにより、臨時で通行止となることもある。山梨県側の林道の規制情報は、林道通行規制情報にて閲覧できる。なお、乗車人数が11人以上の車両は通年通行止めである。

## 周辺にある山小屋
峠付近に山小屋の「大弛小屋」がある（住所は山梨市牧丘町北原4141）。

## 近隣の山
- 国師岳
- 北奥千丈岳（奥秩父山塊の最高峰）
- 朝日岳
- 金峰山

## 交通

### バス
- JR中央本線塩山駅北口から栄和交通「焼山峠・大弛峠線（金峰山）線」乗車。大弛峠下車。
  - 6月1日から11月の勤労感謝の日（その振替休日を含む）までの土日祝日のみ運行する。乗車には事前に予約が必要。

### タクシー
- 栄和交通
- 牧丘タクシー

## ギャラリー

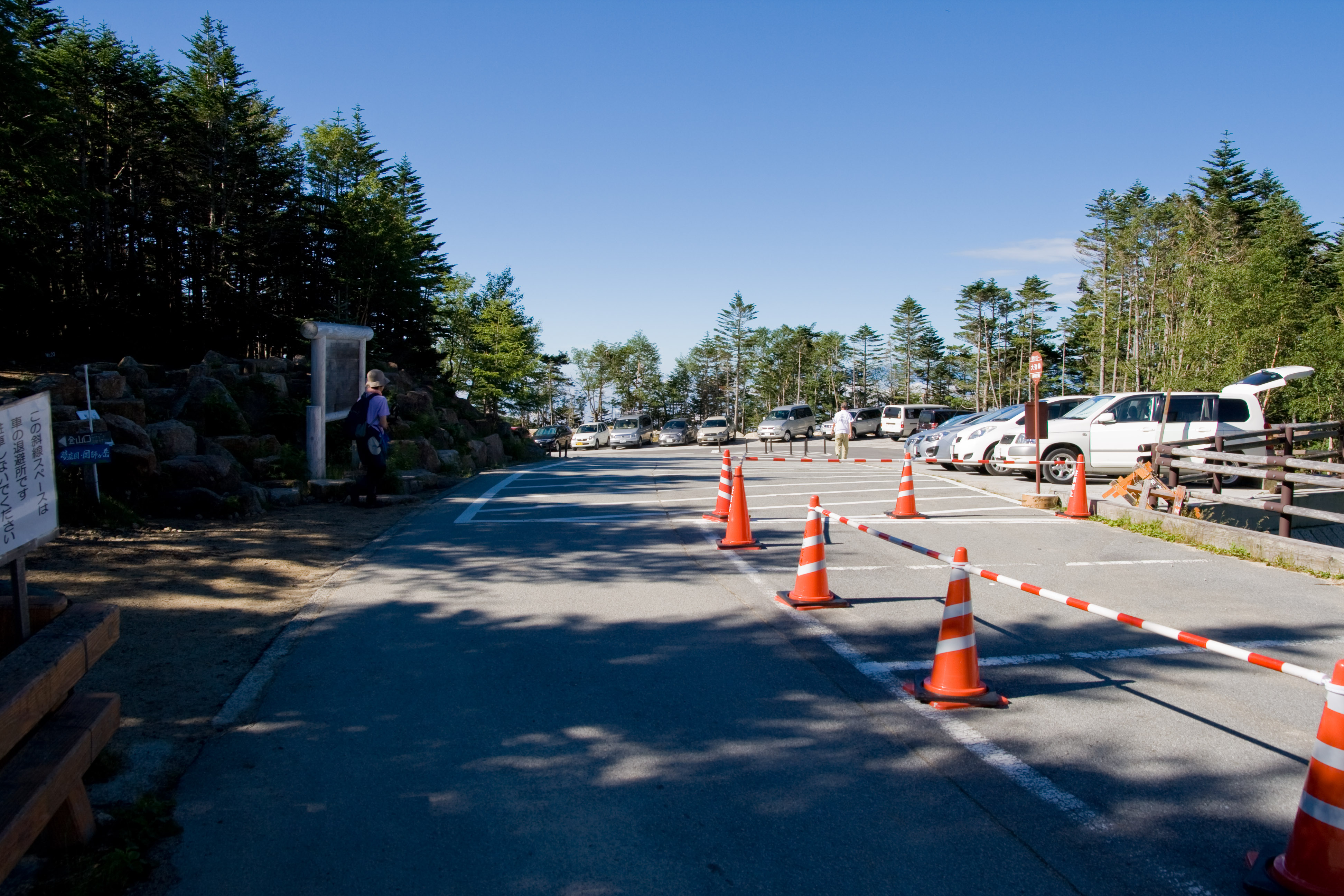
峠の駐車場（2014年8月）
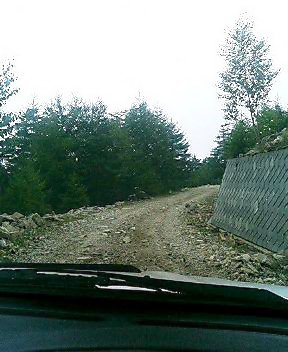
長野県側より（2006年7月）
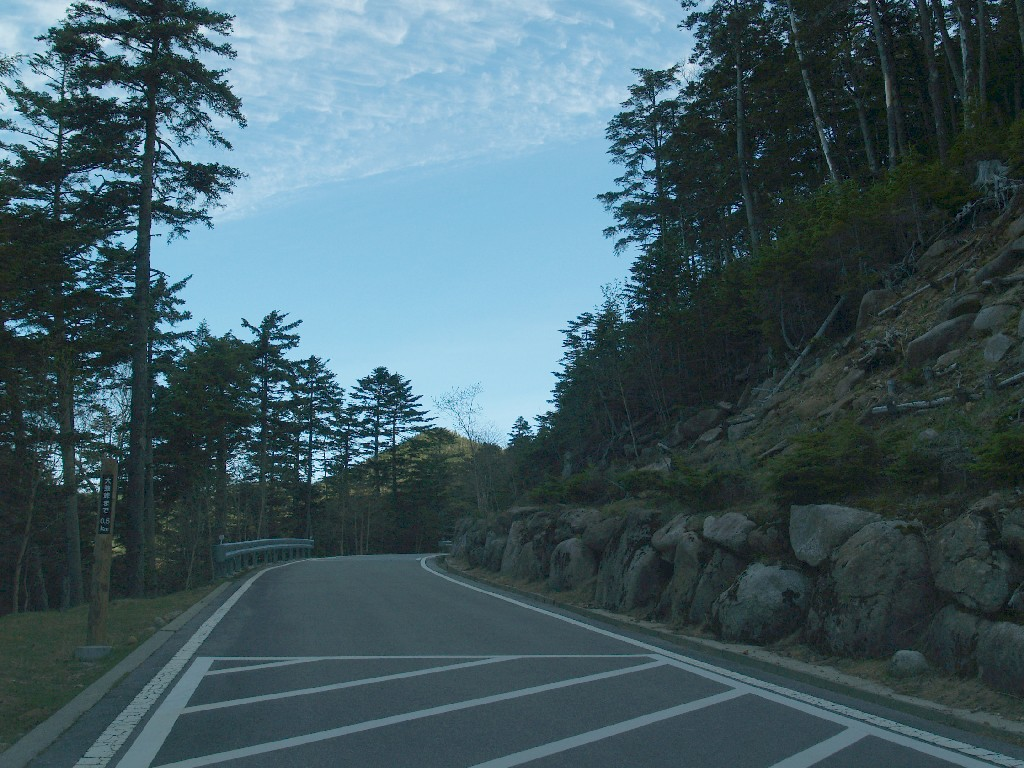
山梨県側より、峠まで0.5 km地点（2007年6月）
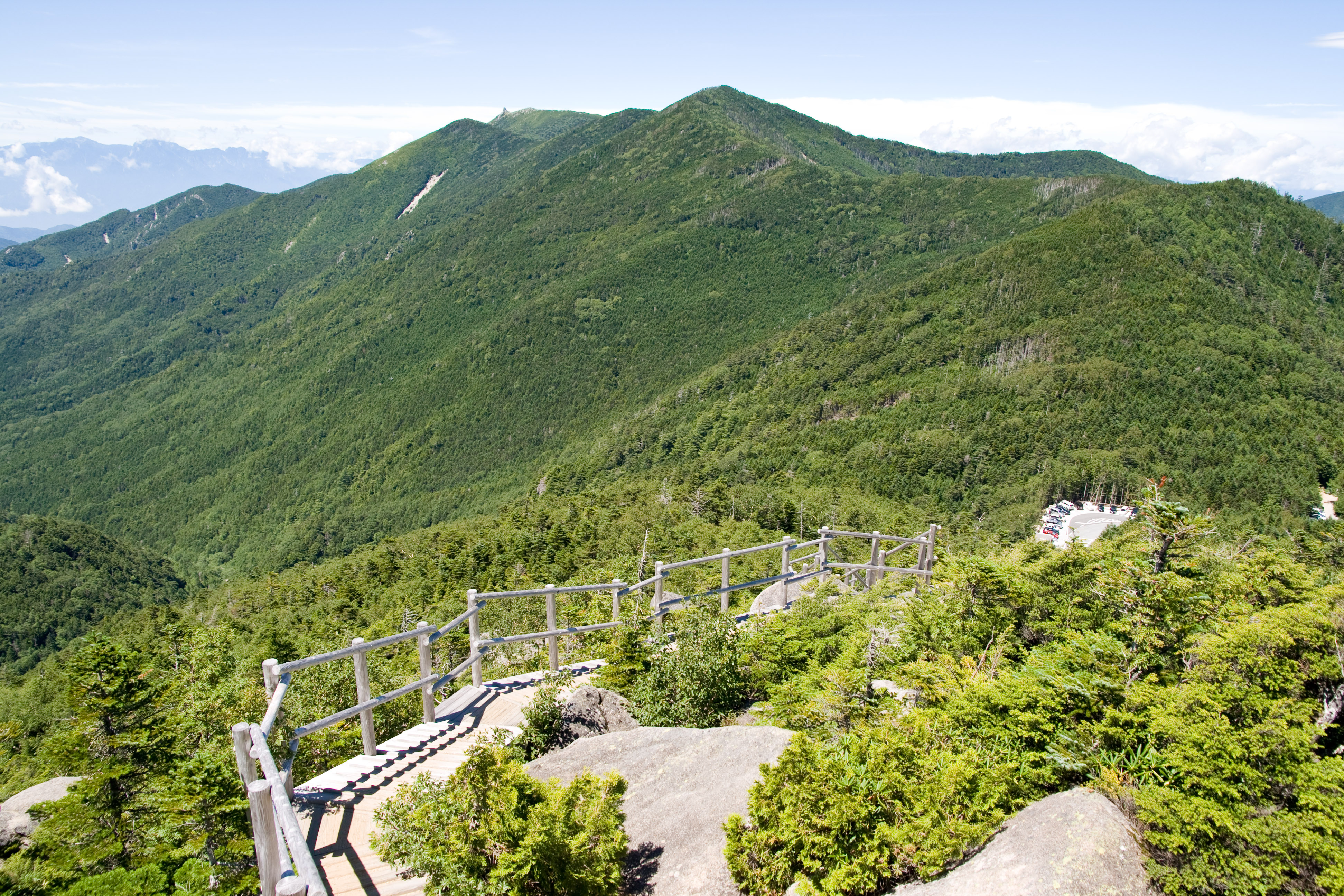
「夢の庭園」と呼ばれる展望地。写真右に大弛峠の駐車場が見える。
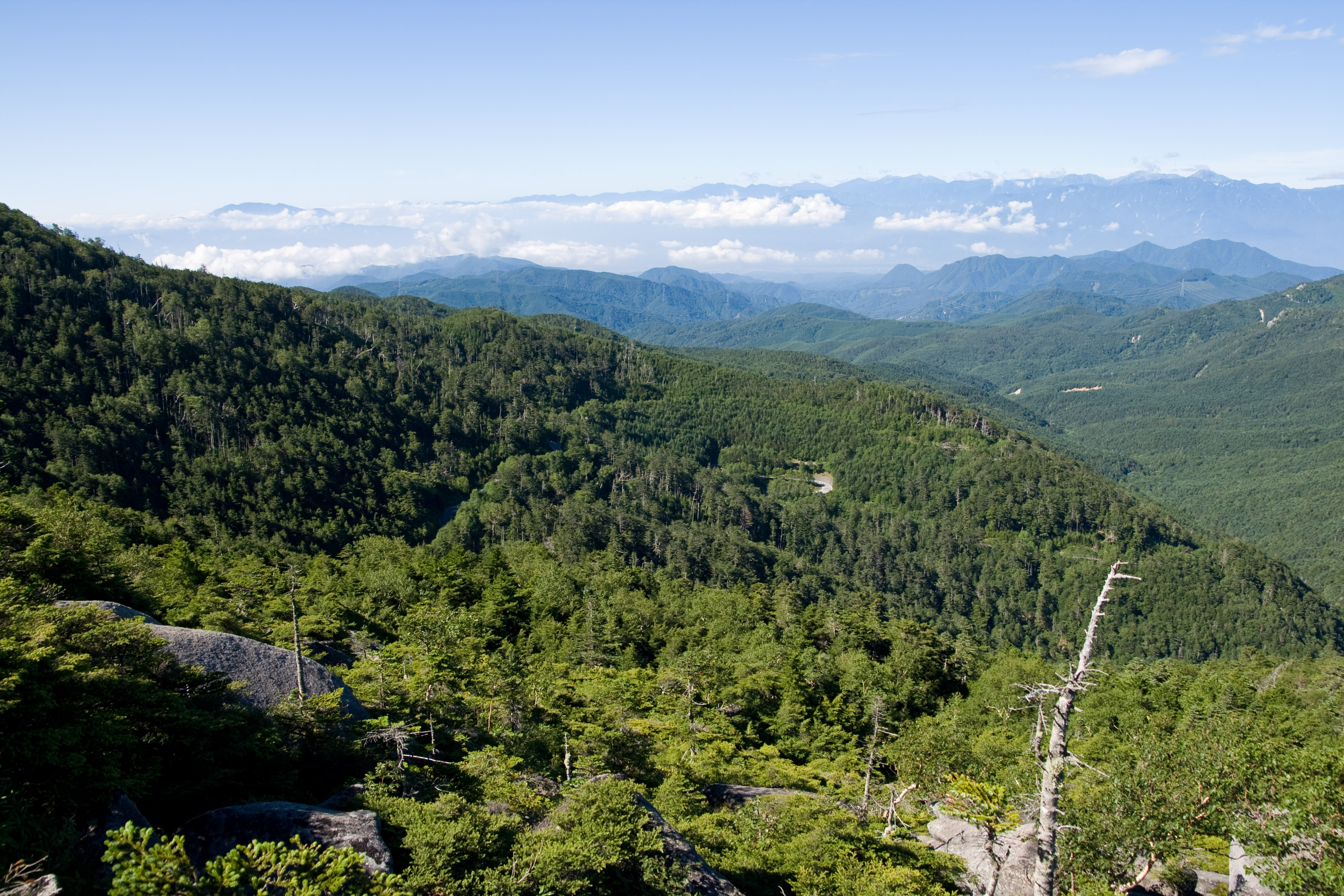
峠へ延びる林道川上牧丘線と乙女高原（夢の庭園より）